# Aad de Mos
Aad de Mos (ur. 27 marca 1947 roku w Hadze) – holenderski piłkarz i trener piłkarski.
Największe sukcesy szkoleniowe odnosił w latach 80. Prowadził wówczas m.in. AFC Ajax, z którym dwukrotnie zdobył mistrzostwo kraju. Ponadto belgijski KV Mechelen doprowadził do zwycięstwa w Pucharze Zdobywców Pucharów, a z RSC Anderlechtem awansował do finału tych rozgrywek. W latach 90., mimo iż trenował m.in. PSV Eindhoven i Werder Brema, nie potrafił powtórzyć tych osiągnięć. Po trzech latach pracy szkoleniowej w krajach Zatoki Perskiej, powrócił do ojczyzny i w latach 2006–2008 był opiekunem piłkarzy SBV Vitesse. Prowadził również Kavalę i Spartę Rotterdam.

## Sukcesy szkoleniowe
- mistrzostwo Holandii 1983 i 1985 oraz Puchar Holandii 1983 z Ajaksem Amsterdam
- mistrzostwo Belgii 1989, Puchar Belgii 1987, Puchar Zdobywców Pucharów 1988 oraz Superpuchar Europy 1988 z KV Mechelen
- Puchar Belgii 1991 oraz finał Pucharu Zdobywców Pucharów 1990 z RSC Anderlechtem